# Halle Open
Halle Open er en tennisturnering for mænd, der spilles på græs, og som årligt afholdes i juni i Gerry-Weber-Stadion i Halle, Nordrhein-Westfalen, Tyskland. Turneringen er en del af ATP Tour, hvor den er kategoriseret som en ATP 500-turnering, hvilket betyder, at den sammen med Queen's Club-mesterskaberne, der afvikles i samme uge som Halle Open, er den næstmest prestigefyldte græsbaneturnering for mænd, kun overgået af Wimbledon-mesterskaberne, som den fungerer som optaktsturnering for, og som begynder en uge efter afslutningen på Halle Open.
De første 26 udgaver af turneringen blev afviklet under navnet Gerry Weber Open på grund af et sponsorat fra modetøjsfirmaet Gerry Weber International GmbH med hovedsæde i netop Halle. I 2019 blev navnesponsoratet overtaget af sundheds-it-firmaet Noventi, hvilket medførte et navneskifte til Noventi Open. Siden 2022 er turneringen blevet spillet under navnet Terra Wortmann Open efter at computerfirmaet Wortmann AG havde overtaget sponsoratet.
Roger Federer er indehaver af rekorden for flest sejre i herresingleturneringen med ti vundne titler i perioden 2003-19. Rekorden for flest doubletitler indehaves af Raven Klaasen, der har vundet turneringen tre gange med to forskellige makkere: i 2015 og 2016 med Rajeev Ram og i 2019 sammen med Michael Venus.

## Arena
Turneringen afvikles på Gerry-Weber-Stadion, hvor hovedarenaen med et skydetag, der kan lukkes på 90 sekunder, har plads til 11.500 tilskuere. De to øvrige opvisningsbaner, Bane 1 og Bane 2, har plads til ca. 4.000 og ca. 400 tilskuere.

## Navnehistorik
- 1993-2018: Gerry Weber Open
- 2019-21: Noventi Open
- Siden 2022: Terra Wortmann Open

## Vindere og finalister

### Herresingle
| År   | Mester                                  | Finalist                                | Finaleresultat                          |
| ---- | --------------------------------------- | --------------------------------------- | --------------------------------------- |
| 1993 | Henri Leconte                           | Andrej Medvedev                         | 6–2, 6–3                                |
| 1994 | Michael Stich                           | Magnus Larsson                          | 6–4, 4–6, 6–3                           |
| 1995 | Marc Rosset                             | Michael Stich                           | 3–6, 7–6(11), 7–6(8)                    |
| 1996 | Nicklas Kulti                           | Jevgenij Kafelnikov                     | 6–7(5), 6–3, 6–4                        |
| 1997 | Jevgenij Kafelnikov                     | Petr Korda                              | 7–6(2), 6–7(5), 7–6(7)                  |
| 1998 | Jevgenij Kafelnikov (2)                 | Magnus Larsson                          | 6–4, 6–4                                |
| 1999 | Nicolas Kiefer                          | Nicklas Kulti                           | 6–3, 6–2                                |
| 2000 | David Prinosil                          | Richard Krajicek                        | 6–3, 6–2                                |
| 2001 | Thomas Johansson                        | Fabrice Santoro                         | 6–3, 6–7(5), 6–2                        |
| 2002 | Jevgenij Kafelnikov (3)                 | Nicolas Kiefer                          | 2–6, 6–4, 6–4                           |
| 2003 | Roger Federer                           | Nicolas Kiefer                          | 6–1, 6–3                                |
| 2004 | Roger Federer (2)                       | Mardy Fish                              | 6–0, 6–3                                |
| 2005 | Roger Federer (3)                       | Marat Safin                             | 6–4, 6–7(6), 6–4                        |
| 2006 | Roger Federer (4)                       | Tomáš Berdych                           | 6–0, 6–7(4), 6–2                        |
| 2007 | Tomáš Berdych                           | Marcos Baghdatis                        | 7–5, 6–4                                |
| 2008 | Roger Federer (5)                       | Philipp Kohlschreiber                   | 6–3, 6–4                                |
| 2009 | Tommy Haas                              | Novak Djokovic                          | 6–3, 6–7(4), 6–1                        |
| 2010 | Lleyton Hewitt                          | Roger Federer                           | 3–6, 7–6(4), 6–4                        |
| 2011 | Philipp Kohlschreiber                   | Philipp Petzschner                      | 7–6(5), 2–0 opg.                        |
| 2012 | Tommy Haas (2)                          | Roger Federer                           | 7–6(5), 6–4                             |
| 2013 | Roger Federer (6)                       | Mikhail Juzjnyj                         | 6–7(5), 6–3, 6–4                        |
| 2014 | Roger Federer (7)                       | Alejandro Falla                         | 7–6(2), 7–6(3)                          |
| 2015 | Roger Federer (8)                       | Andreas Seppi                           | 7–6(1), 6–4                             |
| 2016 | Florian Mayer                           | Alexander Zverev                        | 6–2, 5–7, 6–3                           |
| 2017 | Roger Federer (9)                       | Alexander Zverev                        | 6–1, 6–3                                |
| 2018 | Borna Ćorić                             | Roger Federer                           | 7–6(6), 3–6, 6–2                        |
| 2019 | Roger Federer (10)                      | David Goffin                            | 7–6(2), 6–1                             |
| 2020 | Ingen turnering pga. COVID-19-pandemien | Ingen turnering pga. COVID-19-pandemien | Ingen turnering pga. COVID-19-pandemien |
| 2021 | Ugo Humbert (1)                         | Andrej Rubljov                          | 6–3, 7–6(4)                             |
| 2022 | Hubert Hurkacz (1)                      | Daniil Medvedev                         | 6–1, 6–4                                |
| 2023 | Aleksandr Bublik (1)                    | Andrej Rubljov                          | 6–3, 3–6, 6–3                           |
| 2024 | Jannik Sinner (1)                       | Hubert Hurkacz                          | 7–6(8), 7–6(2)                          |
| 2025 | Aleksandr Bublik (2)                    | Daniil Medvedev                         | 6–3, 7–6(4)                             |

### Herredouble
| År   | Mester                                     | Finalist                                  | Finaleresultat                          |
| ---- | ------------------------------------------ | ----------------------------------------- | --------------------------------------- |
| 1993 | Petr Korda Cyril Suk                       | Mike Bauer Marc-Kevin Goellner            | 7–6, 5–7, 6–3                           |
| 1994 | Olivier Delaître Guy Forget                | Henri Leconte Gary Muller                 | 6–4, 6–7, 6–4                           |
| 1995 | Jacco Eltingh Paul Haarhuis                | Jevgenij Kafelnikov Andrej Olhovskij      | 6–2, 3–6, 6–3                           |
| 1996 | Byron Black Grant Connell                  | Jevgenij Kafelnikov Daniel Vacek          | 6–1, 7–5                                |
| 1997 | Karsten Braasch Michael Stich              | David Adams Marius Barnard                | 7–6, 6–3                                |
| 1998 | Ellis Ferreira Rick Leach                  | John-Laffnie de Jager Marc-Kevin Goellner | 4–6, 6–4, 7–6                           |
| 1999 | Jonas Björkman Patrick Rafter              | Paul Haarhuis Jared Palmer                | 6–3, 7–5                                |
| 2000 | Nicklas Kulti Mikael Tillström             | Mahesh Bhupathi David Prinosil            | 7–6(4), 7–6(4)                          |
| 2001 | Daniel Nestor Sandon Stolle                | Maks Mirnyj Patrick Rafter                | 6–4, 6–7(5), 6–1                        |
| 2002 | David Prinosil David Rikl                  | Jonas Björkman Todd Woodbridge            | 4–6, 7–6(5), 7–5                        |
| 2003 | Jonas Björkman (2) Todd Woodbridge         | Martin Damm Cyril Suk                     | 6–3, 6–4                                |
| 2004 | Leander Paes David Rikl (2)                | Tomáš Cibulec Petr Pála                   | 6–2, 7–5                                |
| 2005 | Roger Federer Yves Allegro                 | Joachim Johansson Marat Safin             | 7–5, 6–7(6), 6–3                        |
| 2006 | Fabrice Santoro Nenad Zimonjić             | Michael Kohlmann Rainer Schüttler         | 6–0, 6–4                                |
| 2007 | Simon Aspelin Julian Knowle                | Fabrice Santoro Nenad Zimonjić            | 6–4, 7–6(5)                             |
| 2008 | Mikhail Juzjnyj Mischa Zverev              | Lukáš Dlouhý Leander Paes                 | 4–6, 6–3, [10–3]                        |
| 2009 | Christopher Kas Philipp Kohlschreiber      | Andreas Beck Marco Chiudinelli            | 6–3, 6–4                                |
| 2010 | Sergij Stakhovskij Mikhail Juzjnyj (2)     | Martin Damm Filip Polášek                 | 4–6, 7–5, [10–7]                        |
| 2011 | Rohan Bopanna Aisam-ul-Haq Qureshi         | Robin Haase Milos Raonic                  | 7–6(8), 3–6, [11–9]                     |
| 2012 | Aisam-ul-Haq Qureshi (2) Jean-Julien Rojer | Treat Conrad Huey Scott Lipsky            | 6–3, 6–4                                |
| 2013 | Santiago González Scott Lipsky             | Daniele Bracciali Jonathan Erlich         | 6–2, 7–6(3)                             |
| 2014 | Andre Begemann Julian Knowle (2)           | Marco Chiudinelli Roger Federer           | 1–6, 7–5, [12–10]                       |
| 2015 | Raven Klaasen Rajeev Ram                   | Rohan Bopanna Florin Mergea               | 7–6(5), 6–2                             |
| 2016 | Raven Klaasen (2) Rajeev Ram (2)           | Łukasz Kubot Alexander Peya               | 7–6(5), 6–2                             |
| 2017 | Łukasz Kubot Marcelo Melo                  | Alexander Zverev Mischa Zverev            | 5–7, 6–3, [10–8]                        |
| 2018 | Łukasz Kubot (2) Marcelo Melo (2)          | Alexander Zverev Mischa Zverev            | 7–6(1), 6–4                             |
| 2019 | Raven Klaasen (3) Michael Venus (1)        | Łukasz Kubot Marcelo Melo                 | 4–6, 6–3, [10–4]                        |
| 2020 | Ingen turnering pga. COVID-19-pandemien    | Ingen turnering pga. COVID-19-pandemien   | Ingen turnering pga. COVID-19-pandemien |
| 2021 | Kevin Krawietz (1) Horia Tecău (1)         | Félix Auger-Aliassime Hubert Hurkacz      | 7–6(4), 6–4                             |
| 2022 | Horacio Zeballos (1) Marcel Granollers (1) | Tim Pütz Michael Venus                    | 6–4, 6–7(5), [14–12]                    |
| 2023 | Marcelo Melo (3) John Peers (1)            | Simone Bolelli Andrea Vavassori           | 6–4, 6–7(5), [10–3]                     |
| 2024 | Simone Bolelli (1) Andrea Vavassori (1)    | Kevin Krawietz Tim Pütz                   | 7–6(3), 7–6(5)                          |
| 2025 | Kevin Krawietz (2) Tim Pütz (1)            | Simone Bolelli Andrea Vavassori           | 6–3, 7–6(4)                             |